# Quercus acrodonta
Quercus acrodonta — вид рослин з родини букових (Fagaceae), ендемік Китаю.

## Опис
Дерево або іноді кущ, до 15 метрів заввишки, вічнозелене. Молоді гілочки жовтувато-вовнисті. Листки еліптичні, еліптично-ланцетні або вузько-яйцюваті, 2.5–6 × 1–2.5 см; верхівка коротко загострена; основа округла або слабо серцеподібна; край з розкиданими колючими зубами в верхівковій половині; верх голий і блискучий сіро-зелений; низ густо запушений і жовтуватий; ніжка листка густо жовтувато-сіро-вовниста, завдовжки 3–5 мм. Маточкові квіти — у травні, біля верхівки дерева. Жолуді поодинокі або в парі, яйцюваті, з жовтуватими волосками на верхівці, 1–0.8 см; чашечка охоплює 1/2 горіха, з сірувато-вовнистими лусочками; дозрівають у перший рік, у вересні — жовтні.

## Середовище проживання
Поширення: Китай (Ганьсу, Гуйчжоу, Хенань, Хубей, Хунань, Шеньсі, Сичуань, Юньнань). Населяє долини й гори на висотах 300–2300 метрів.